# KPX홀딩스
KPX홀딩스 주식회사(KPX Holdings)는 KPX그룹의 지주회사이다.

## 승계논란
자녀에게 직접 증여하지 않고, 자녀가 지배하는 회사에 넘기는 형식으로 KPX그룹의 경영권을 넘겨 ‘꼼수 승계’로 비판을 받고 있다

## 내용주
1. ↑  KPX개발의 대표이사를 겸하고 있다.